# Bitxiktu-Boom
Bitxiktu-Boom (en rus: Бичикту-Боом) és un poble de la república de l'Altai, a Rússia, que el 2016 tenia 241 habitants, pertany al districte d'Ongudai.